# Criminal: Regno Unito
Criminal: Regno Unito (Criminal: UK o Criminal: United Kingdom) è una serie televisiva britannica creata da Kay Smith e Jim Field Smith ed interpretata da David Tennant, Hayley Atwell, Nicholas Pinnock, Katherine Kelly, Lee Ingleby, Mark Stanley, Rochenda Sandall e Shubham Saraf.
Criminal: Regno Unito è una parte della serie antologica Criminal, composta da 12 episodi; le altre parti, sempre di 3 episodi, sono ambientate in Spagna, Francia e Germania.
La prima stagione della serie è stata distribuita a livello globale su Netflix il 20 settembre 2019. La seconda stagione è stata pubblicata il 16 settembre 2020 da Netflix.

## Personaggi e interpreti
- Dr. Fallon, interpretato da David Tennant
- Stacey, interpretata da Hayley Atwell
- Paul Ottager, interpretato da Nicholas Pinnock
- Natalie Hobbs, interpretata da Katherine Kelly
- Toby Myerscough, interpretato da Lee Ingleby
- Hugo Duffy, interpretato da Mark Stanley
- Vanessa Warren, interpretata da Rochenda Sandall
- Petit, interpretato da Shubham Saraf

## Episodi
| n° | Titolo | Pubblicazione UK  | Pubblicazione Italia |
| -- | ------ | ----------------- | -------------------- |
| 1  | Edgar  | 20 settembre 2019 | 20 settembre 2019    |
| 2  | Stacey | 20 settembre 2019 | 20 settembre 2019    |
| 3  | Jay    | 20 settembre 2019 | 20 settembre 2019    |

## Accoglienza
La serie è stata accolta positivamente. Sull'aggregatore di recensioni Rotten Tomatoes ha un indice di gradimento dell'85% con un voto medio di 7,98 su 10, basato su 13 recensioni.